# Cuisia
Cuisia – miejscowość i gmina we Francji, w regionie Burgundia-Franche-Comté, w departamencie Jura.
Według danych na rok 1990 gminę zamieszkiwało 411 osób, a gęstość zaludnienia wynosiła 40 osób/km² (wśród 1786 gmin Franche-Comté, Cuisia plasuje się na 369. miejscu pod względem liczby ludności, natomiast pod względem powierzchni na miejscu 421.).